# آرثر مارشال ستونهام
آرثر مارشال ستونهام (بالإنجليزية: Arthur Marshall Stoneham)‏ (من مواليد 18 مايو 1940 بارو، كمبريا، المملكة المتحدة - تُوفي في 18 فبراير 2011) وهو معروف باسم مارشال ستونهام، كان فيزيائيًا بريطانيًا يعمل لدى هيئة الطاقة الذرية بالمملكة المتحدة وحصل على زمالة الجمعية الملكية، وكان في عام 1995 أستاذاً في الفيزياء في كلية لندن الجامعية.

## تعليمه
حصل ستونهام على درجة البكالوريوس في الفيزياء من جامعة برستل في عام 1961، ودرجة الدكتوراه في عام 1964.

## أعماله وأبحاثه
كان آرثر مارشال ستونهام مؤلفاً للعديد من الكتب التي أصبحت مؤثرة في هذا مجال الفيزياء، بما في ذلك نظرية العيوب في المواد الصلبة (1975).

### الجوائز والتكريمات
حصل على زمالة معهد الفيزياء، وهو زميل الجمعية الفيزيائية الأمريكية، كما حصل على زمالة الجمعية الملكية وفي عام 2006 حصل على وسام وجائزة فاراداي وجائزة معهد الفيزياء.
تم انتخاب ستونهام رئيسًا لمعهد الفيزياء في عام 2010 وتوفي خلال فترة ولايته.